# Циклизация (литература)
Циклизация в литературе — процесс, в ходе которого произведения одного жанра группируются вокруг какого-либо тематического признака (как правило, персонажа).
Происхождение термина двояко:
- с одной стороны, это предромантическая и романтическая философская эстетика, в которой зарождается понятие «цикла» в отношении художественных произведений («в циклической форме могут выступать такие явления, которые только благодаря предшествующему или последующему становятся полнозначными»[1]);
- с другой стороны, это академическая история литературы второй половины XIX века, особенно фольклористика, классическая филология и медиевистика, в которых иное понятие цикла возникает не в последнюю очередь в связи с так называемыми «киклическими поэмами», авторы которых обрабатывали гомеровские сюжеты.

В повествовательных жанрах вплоть до Нового времени циклизирующие тенденции имели основополагающее значение. В сложные и разветвлённые циклы складываются эпические поэмы и рыцарские романы. Впоследствии эта черта остаётся за популярными жанрами народной, а потом и массовой литературы.